# Charakteranalyse
Charakteranalyse (em português:  Análise do Caráter) é um livro de 1933 escrito pelo psicanalista austríaco Wilhelm Reich. 

## História
Reich terminou o manuscrito do livro em janeiro de 1933. Em seguida, ele o submeteu à editora Psychoanalytic Press em Viena, à época presidida por Sigmund Freud, que inicialmente o aceitou para publicação. No entanto, Freud cancelou o contrato, querendo se distanciar das visões políticas de Reich, que considerava radicais. Posteriormente, Reich pediu dinheiro emprestado e publicou o livro em Viena.

## Resumo
Reich argumenta que as estruturas de caráter são organizações de resistência através das quais os indivíduos evitam enfrentar suas neuroses: as diferentes estruturas que compõem o caráter – esquizoide, oral, psicopática, masoquista, histérica, compulsiva, narcísica ou rígida – e que, segundo Reich, são sustentadas biologicamente como tipos corporais por contração muscular inconsciente. 

## Recepção
Harry Guntrip escreveu que o livro de Freud, "O ego e o ID" (1923), só ganhou importância prática quando foram publicados a Análise do Caráter, de Reich, e "O Ego e os Mecanismos de Defesa", de Anna Freud, pois foram esses livros que colocaram a análise do ego no centro da terapia psicanalítica. Análise do Caráter é referenciado no livro Mil Platôs (1980), obra conjunta dos filósofos franceses Gilles Deleuze e Félix Guattari.